# La malcasada (novela)
La malcasada es una novela escrita por Carmen de Burgos. Fue publicada en 1923. Considerada autobiográfica, expone la imposibilidad de deshacer un mal matrimonio en la España de principios de siglo XX.

## Contexto
A finales del siglo XIX y comienzos del XX en Europa surgió con fuerza la denuncia sobre la desigualdad social y legal de las mujeres casadas. Carmen de Burgos buscó impulsar un cambio en la opinión pública española para transformar esta realidad, utilizando la literatura como herramienta. En esta novela expresó sus ideales de libertad y progreso, exponiendo la marginación de las mujeres, la injusticia de la indisolubilidad matrimonial y la falta de equidad en la aplicación de la justicia entre géneros.
En la novela la autora hace una crítica a la educación femenina, al derecho de posesión masculina, al depósito judicial y una firme defensa del divorcio.
El Código Civil de 1889 regulaba los derechos privados de las mujeres, colocándolas, especialmente a las casadas, en una posición de minoría de edad hasta su reforma en 1975. La esposa debía obedecer al marido, quien a su vez tenía la obligación de protegerla. Estaba obligada a fijar su domicilio según el del marido, incluso por la fuerza si era necesario, y él gestionaba los bienes de la mujer, considerando su supuesta inferioridad intelectual. Además, necesitaba el permiso del esposo para realizar operaciones como compraventas, hipotecas o donaciones, incluso con sus propios bienes, salvo en asuntos menores de rutina. La patria potestad recaía exclusivamente en el padre, y las mujeres estaban excluidas de roles como tutoras, miembros de consejos familiares, albaceas en testamentos o realizar actos como aceptar o rechazar herencias sin autorización marital.
La autora se casó con dieciséis años con Arturo Álvarez Bustos, quince años mayor que ella. Él era bebedor y mujeriego y tres de sus cuatro hijos murieron  al poco tiempo de nacer. Tras diecisiete años de matrimonio se separó y se trasladó a casa de sus padres en espera de su primer destino como maestra. La separación fue un escándalo y decidió marcharse a Madrid.

## Sinopsis
Está considerada la obra más autobiográfica de la autora, por el tema y por el lugar donde discurre, Almería. Narra la historia de Dolores, una mujer originaria de Madrid que tras casarse con un hombre almeriense, Antonio, descubre que su matrimonio ha sido un engaño. La novela narra las humillaciones, insultos y amenazas que Dolores debe soportar en su matrimonio. Toda la sociedad almeriense, incluidas las mujeres, la condena cuando decide separarse solo encontrando apoyo en un joven abogado, vecino suyo, que lleva el proceso y una anciana que la recoge en su casa y los amigos de esta. Dolores va a alegar maltrato pero no es escuchada. La obra acaba cuando su esposo quiere forzarla y ella lo mata. 